# لوئیز سوئد، ملکه دانمارک
لوئیز از سوئد (سوئدی: Lovisa Josefina Eugenia; ۳۱ اکتبر ۱۸۵۱ – ۲۰ مارس ۱۹۲۶) همسر پادشاه دانمارک، آریستوکراس و نیکوکار اهل سوئد بود.
وی همچنین برندهٔ جوایزی همچون نشان فیل شده است.